# العلاقات الإيطالية السورينامية
العلاقات الإيطالية السورينامية هي العلاقات الثنائية التي تجمع بين إيطاليا وسورينام.

## مقارنة بين البلدين
هذه مقارنة عامة ومرجعية للدولتين:
| وجه المقارنة                                              | إيطاليا                                                  | سورينام                        |
| --------------------------------------------------------- | -------------------------------------------------------- | ------------------------------ |
| المساحة (كم2)                                             | 301.34 ألف                                               | 163.27 ألف                     |
| عدد السكان (نسمة)                                         | 60.60 مليون                                              | 563.40 ألف                     |
| الكثافة السكانية (ن./كم²)                                 | 201.1                                                    | 3.45                           |
| العاصمة                                                   | روما، فلورنسا، تورينو                                    | باراماريبو                     |
| اللغة الرسمية                                             | اللغة الإيطالية                                          | اللغة الهولندية                |
| العملة                                                    | يورو، ليرة إيطالية                                       | دولار سورينامي، غيلدر سورينامي |
| الناتج المحلي الإجمالي (بليون دولار)                      | 1.93 تريليون                                             | 3.32 مليار                     |
| الناتج المحلي الإجمالي (تعادل القوة الشرائية) بليون دولار | 2.26 تريليون                                             | 9.07 مليار                     |
| الناتج المحلي الإجمالي الاسمي للفرد دولار أمريكي          | 29.96 ألف                                                | 9.48 ألف                       |
| الناتج المحلي الإجمالي للفرد دولار أمريكي                 | 35.46 ألف                                                | 16.64 ألف                      |
| مؤشر التنمية البشرية                                      | 0.873                                                    | 0.714                          |
| رمز المكالمات الدولي                                      | +39                                                      | +597                           |
| رمز الإنترنت                                              | .it                                                      | .sr                            |
| المنطقة الزمنية                                           | توقيت وسط أوروبا، ت ع م+01:00، ت ع م+02:00، أوروبا/روما ‏ | 00                             |

## منظمات دولية مشتركة
يشترك البلدان في عضوية مجموعة من المنظمات الدولية، منها:
| علم المنظمة | اسم المنظمة                        | تاريخ انضمام إيطاليا | تاريخ انضمام سورينام |
| ----------- | ---------------------------------- | -------------------- | -------------------- |
|             | يونسكو                             | ?                    | 16 يوليو 1976        |
|             | مؤسسة التمويل الدولية              | 27 ديسمبر 1956       | 1 سبتمبر 2011        |
|             | منظمة حظر الأسلحة الكيميائية       | ?                    | ?                    |
|             | منظمة التجارة العالمية             | 1995                 | ?                    |
|             | وكالة ضمان الاستثمار متعدد الأطراف | 29 أبريل 1988        | 2 يوليو 2003         |
|             | الاتحاد البريدي العالمي            | ?                    | ?                    |
|             | الاتحاد الدولي للاتصالات           | 1866                 | 15 يوليو 1976        |
|             | منظمة الشرطة الجنائية الدولية      | ?                    | ?                    |
|             | الأمم المتحدة                      | 14 ديسمبر 1955       | 4 ديسمبر 1975        |
|             | البنك الدولي للإنشاء والتعمير      | 27 مارس 1947         | 27 يونيو 1978        |
|             | المنظمة الهيدروغرافية الدولية      | ?                    | ?                    |
|             | بنك التنمية الكاريبي ‏              | ?                    | ?                    |

## وصلات خارجية
- موقع وزارة الخارجية الإيطالية
- موقع وزارة الخارجية السورينامية